# Shun Tak Holdings

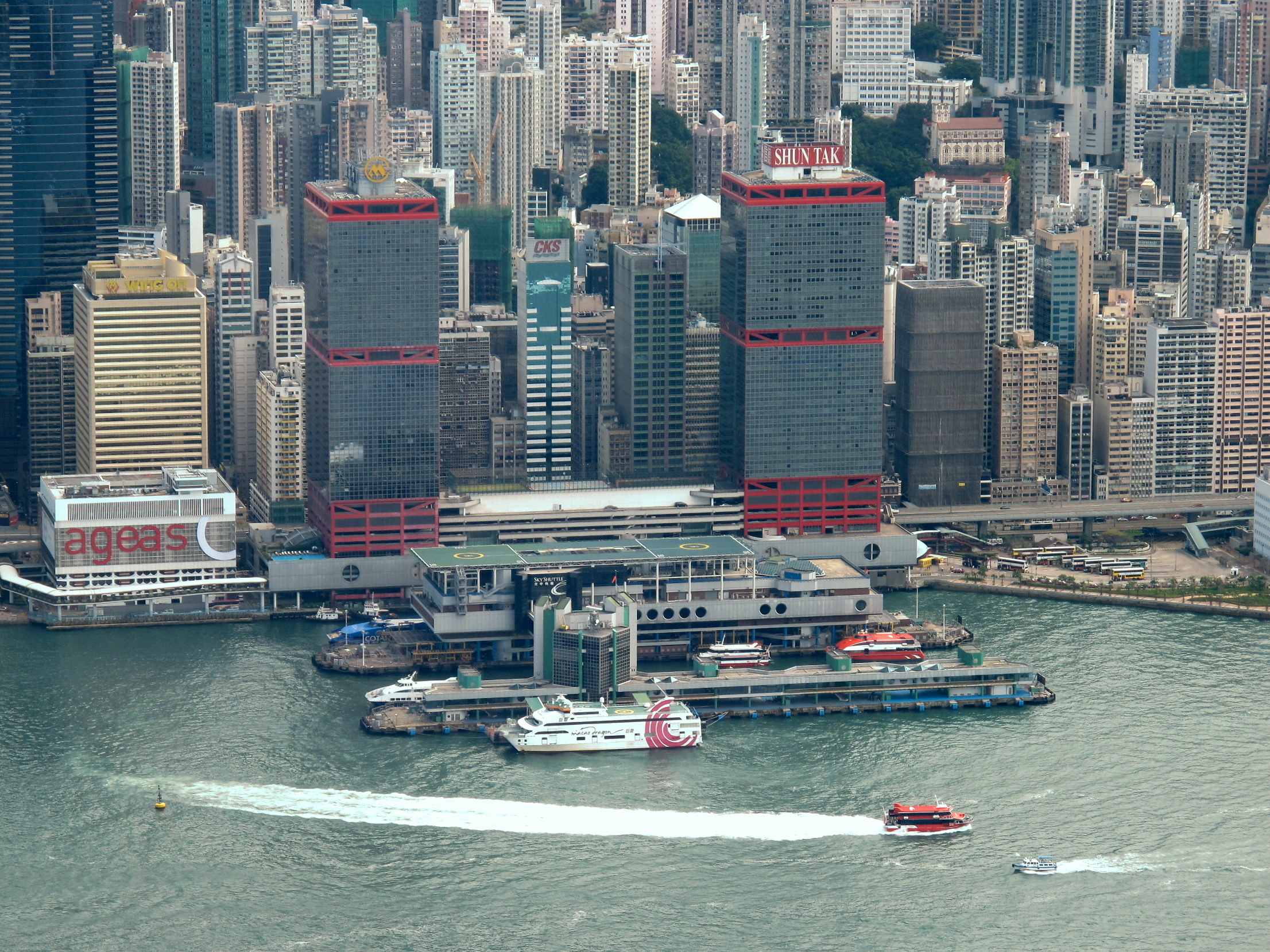
Штаб-квартира Shun Tak Holdings в Гонконге

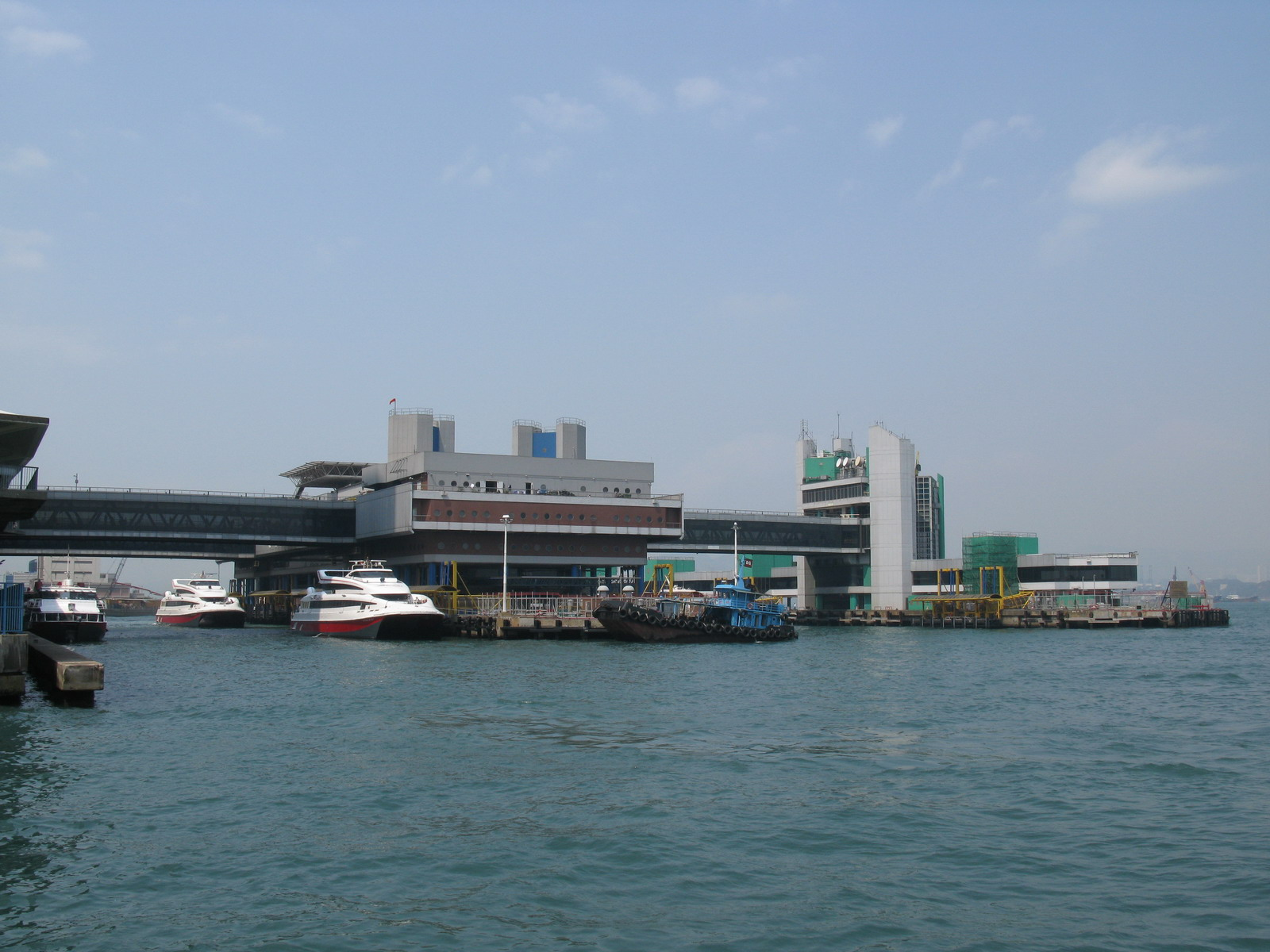
Паромный терминал и вертолетная площадка

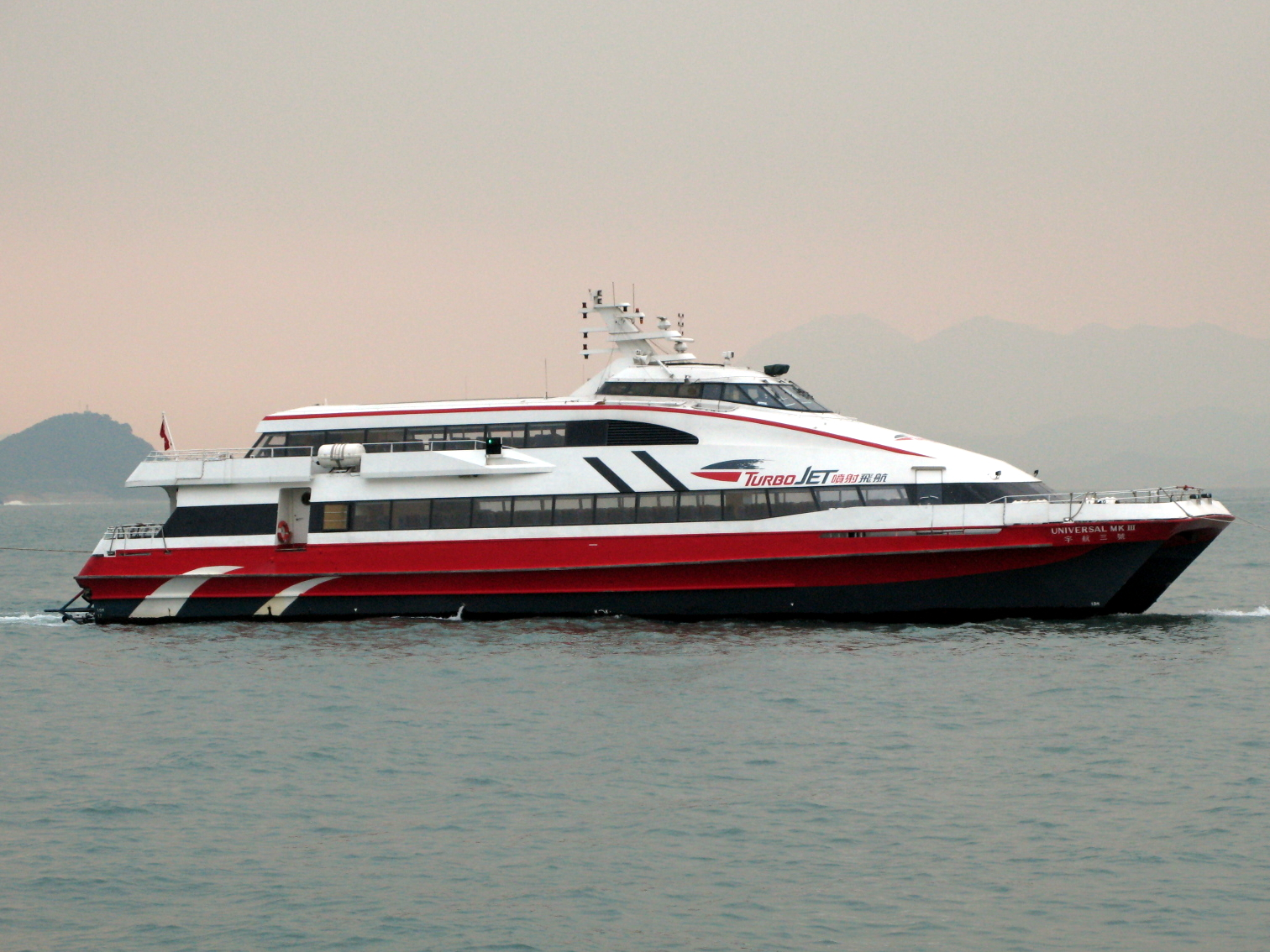
Судно TurboJET

Shun Tak Holdings (信德集團有限公司) — многопрофильная компания, управляющая гонконгскими активами игорного магната из Макао Стэнли Хо.

## История
Компания основана в 1972 году миллионером Стэнли Хо, разбогатевшим на игорном бизнесе Макао. Управляется его дочерью Панси Хо . В конце 2010 года Стэнли Хо передал часть акций Shun Tak Holdings компании Hanika Realty, подконтрольной его второй жене Люсине Лам и пятерым её детям .

## Структура
Shun Tak Holdings занимается морскими перевозками, недвижимостью и гостиничным делом. Дочерняя компания Shun Tak - China Travel Ship Management управляет скоростными судами, которые под брендом TurboJET соединяют Гонконг с Макао, Шэньчжэнем и Гуанчжоу.
Штаб-квартира Shun Tak Holdings расположена в комплексе Shun Tak Centre (округ Сентрал), который объединяет в себе две 38-этажные офисные башни (одну из них занимает штаб-квартира группы China Merchants), торговый центр, паромный терминал Гонконг-Макао и вертолетную площадку. Среди других активов компании — жилые небоскрёбы The Belcher's и Liberte.